# Orchithemis pruinans
Orchithemis pruinans är en trollsländeart som först beskrevs av Selys 1878.  Orchithemis pruinans ingår i släktet Orchithemis och familjen segeltrollsländor. IUCN kategoriserar arten globalt som livskraftig. Inga underarter finns listade i Catalogue of Life.